# 飯沼守麿
飯沼 守麿（いいぬま もりまろ）は、日本の陸軍軍人、史学者。陸士24期。陸軍軍人としての最終階級は陸軍少佐。筆名は飯木納文。
陸軍中将で第110師団長・第96師団長・陸軍省人事局長などを歴任した飯沼守は兄。

## 経歴
元・名古屋藩士である飯沼端の子。陸軍現役将校を志し、明治45年（1912年）5月28日に陸軍士官学校（24期）を卒業し、大正元年（1912年）12月24日に陸軍少尉に任官。陸士24期の同期生には鈴木宗作陸軍大将がいる。
陸軍大尉まで進級し、病気のため予備役に編入された。その後、京都帝国大学に入学して国史学を学んだ。
太平洋戦争中に召集され、陸軍大尉として軍務に就き、召集中に陸軍少佐に進級した。

## 栄典
- 1913年（大正2年）2月20日 - 正八位[1]